# Плејнс (Пенсилванија)
Плејнс (енгл. Plains) насељено је место без административног статуса у америчкој савезној држави Пенсилванија.

## Демографија
По попису из 2010. године број становника је 4.335.
| Група             | 2000.    | 2010.         |
| Белци             | 0 (0,0%) | 4.113 (94,9%) |
| Афроамериканци    | 0 (0,0%) | 48 (1,1%)     |
| Азијати           | 0 (0,0%) | 41 (0,9%)     |
| Хиспаноамериканци | 0 (0,0%) | 83 (1,9%)     |
| Укупно            | 0        | 4.335         |